# Henri Matisse
Henri-Émile-Benoît Matisse (Le Cateau-Cambrésis, 31 dicembre 1869 – Nizza, 3 novembre 1954) è stato un pittore, incisore, illustratore e scultore francese.

Firma di Matisse

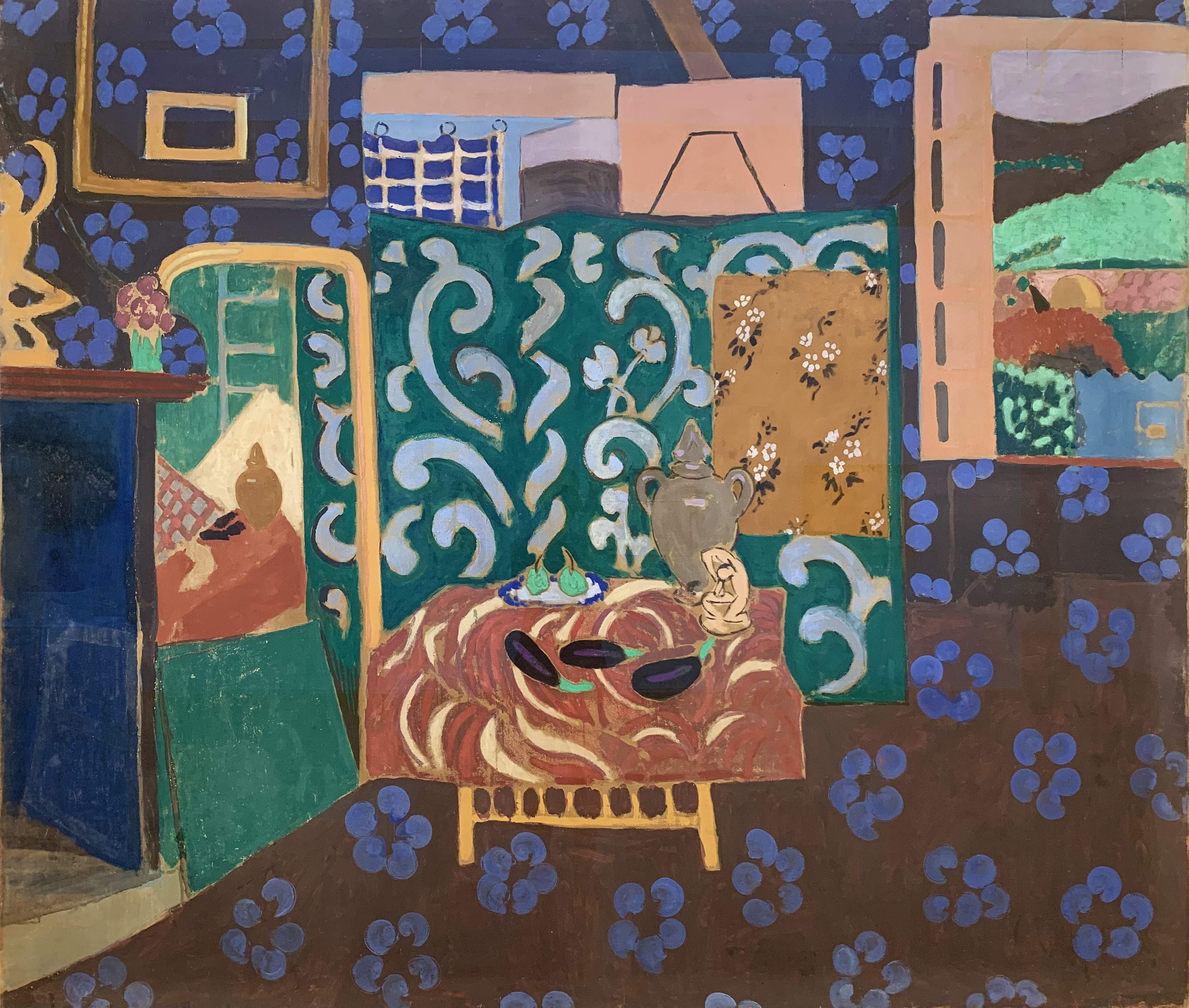
Intérieur aux aubergines, Henri Matisse, 1911-12, museo di Grenoble

Matisse è uno dei più noti artisti del XX secolo, esponente di maggior spicco della corrente artistica dei Fauves.

## Biografia

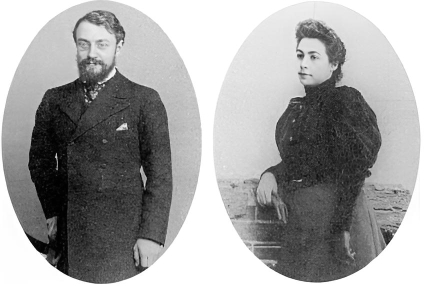
Matisse e la moglie Amélie

### Giovinezza ed educazione
Nato il 31 dicembre 1869 a Le Cateau-Cambrésis (Nord-Pas-de-Calais), in Francia, crebbe a Bohain-en-Vermandois, nella Francia Nordorientale, dove i suoi genitori, Emile-Hippolyte-Henri Matisse e Anna-Héloïse Gérard, gestivano un commercio di sementi. Era il primogenito della famiglia. Nel 1887 si trasferì a Parigi per studiare legge, lavorando come impiegato statale, dopo aver ottenuto la qualifica. Incominciò a dipingere nel 1889, durante la convalescenza seguente a un attacco di appendicite. Scoprì così "una specie di Paradiso", come disse in seguito.
Decise di diventare un artista, con grande disapprovazione del padre. Nel 1891, a Parigi, incominciò a studiare arte all'Académie Julian, divenendo studente di William-Adolphe Bouguereau e Gustave Moreau. Inizialmente dipinse nature morte e paesaggi, secondo la tradizione fiamminga, ottenendo un discreto successo. Nel 1896 espose cinque dipinti al salone della Société Nationale des Beaux-Arts e lo Stato francese ne acquistò due. Nel 1897 e 1898 visitò il pittore John Peter Russell sulla Belle Île, al largo delle coste della Bretagna. Russell lo introdusse all'Impressionismo e ai lavori di Van Gogh (buon amico di Russell, ma assolutamente sconosciuto al tempo). Lo stile di Matisse cambiò completamente, e successivamente il pittore avrebbe detto: 
Influenzato dai lavori dei post-impressionisti Paul Cézanne, Gauguin, Van Gogh e Paul Signac, ma anche dall'arte giapponese, fece del colore l'elemento cruciale dei suoi dipinti. Molti dei suoi quadri realizzati tra il 1899 e il 1905 fanno uso del Pointillisme, praticato da Signac. Nel 1898 andò a Londra a studiare i dipinti di William Turner.
Nel 1894 ebbe una figlia, Marguerite, dalla modella Caroline Joblau che purtroppo subì gli effetti dell'invasione germanica e fu torturata dalla Gestapo mentre la figlia fu deportata dalle SS. Nel 1898 sposò Amélie Noelie Parayre; dal matrimonio gli nacquero altri due figli, Jean (1899) e Pierre (1900), che si legarono molto alla sorellastra. Marguerite e Pierre fecero spesso da modelli al padre.

### Fauvismo
La sua prima esposizione avvenne nel 1904, senza grande successo. Nel 1905 si trasferì nel Sud della Francia, per lavorare con André Derain; un'esperienza durante la quale si accentuò la sua tendenza a enfatizzare fortemente il colore. I dipinti di questo periodo sono caratterizzati da forme appiattite e linee controllate, con l'espressione che domina sui dettagli.

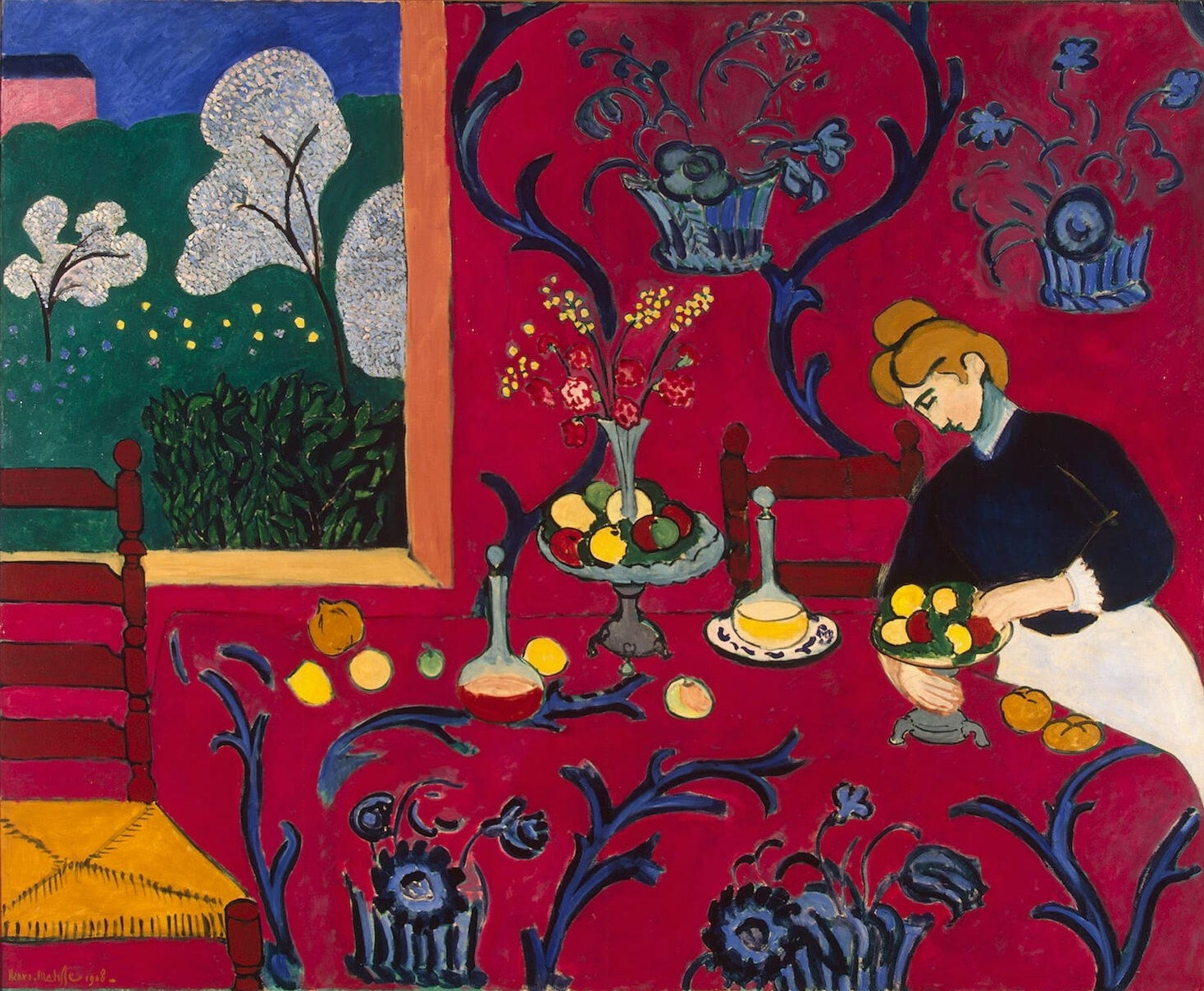
Henri Matisse, La stanza rossa, olio su tela, 180,5 x 221 cm, 1908, Museo dell'Ermitage di San Pietroburgo.

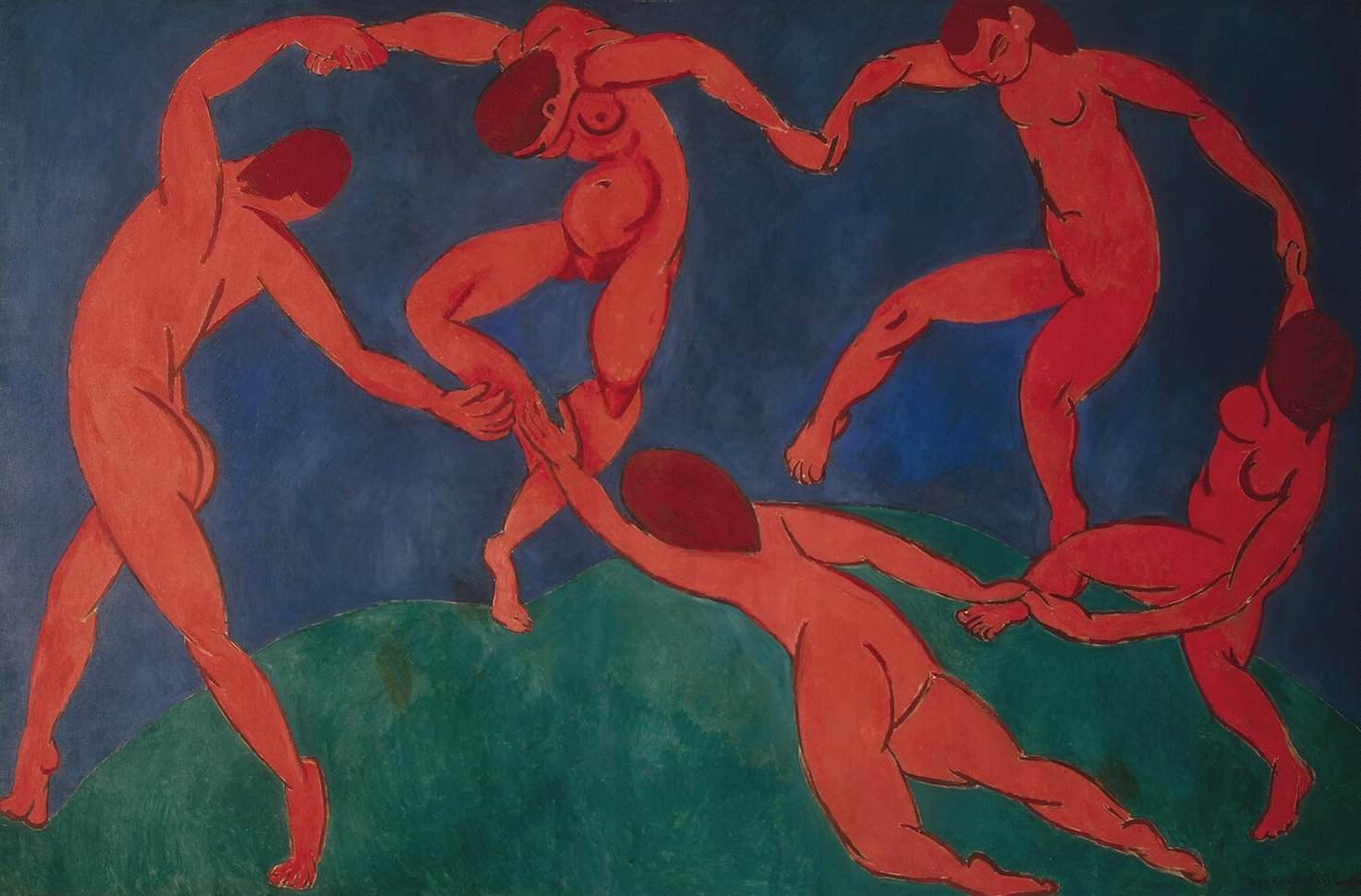
Henri Matisse, La danza, olio su tela, 260 x 391 cm,1910, Museo dell'Ermitage di San Pietroburgo.

Al Salon d'Automne del 1905, un gruppo di artisti presentarono quadri dalle tinte violente, spesso dissonanti, per esprimere emozioni, senza riguardo per il colore naturale del soggetto. Matisse mostrò Finestra aperta e Donna con il cappello. Quegli artisti vennero presto denominati Fauves (fiere, belve, bestie selvagge). Matisse fu riconosciuto come uno dei suoi maggiori esponenti; altri membri erano inoltre il già citato Derain, Georges Braque, Raoul Dufy e Maurice de Vlaminck. Il pittore simbolista Gustave Moreau fu il maestro ispiratore del movimento: professore all'École des Beaux-Arts di Parigi, spinse i suoi studenti a pensare al di fuori del solco della tradizione, per seguire le proprie visioni.
I lavori di Matisse, tuttavia, incontrarono al tempo dure critiche non sempre piacevoli.
Il declino del movimento dei Fauves dopo il 1906 non rallentò tuttavia l'ascesa di Matisse; la maggior parte delle sue opere più celebri vennero infatti dipinte tra il 1906 e il 1917, quando era parte attiva del grande insieme di artisti che lavoravano a Montparnasse; sebbene egli non vi entrasse appieno, con le sue sembianze conservatrici e i suoi costumi borghesi restrittivi.
Matisse ebbe un lungo rapporto con il collezionista d'arte russo Sergej Ščukin. Proprio per Ščukin realizzò La danza, spesso citato fra i suoi capolavori. Dipinse anche una seconda versione del quadro, ora nella collezione del MoMA a New York.

### Gertrude Stein, l'Académie Matisse e le sorelle Cone
Attorno al 1904 Matisse incontrò Pablo Picasso, di dodici anni più giovane. I due divennero grandi amici, nonché artisticamente rivali. Matisse e Picasso s'incontrarono per la prima volta nel salotto parigino di Gertrude Stein e della compagna Alice B. Toklas. Durante il primo decennio del ventesimo secolo Gertrude Stein, assieme ai fratelli Leo e Michael Stein, e alla moglie di Michael, Sarah, fu un'importante collezionista e sostenitrice del lavoro di Matisse. Anche le sorelle Cone, amiche di Gertrude Stein, divennero le principali sostenitrici di Matisse e Picasso, collezionando centinaia dei loro dipinti, ora esposti all'interno della Cone collection al Museum of Art (Baltimora).
Tra il 1911 e il 1917 operò a Parigi l'Académie Matisse, voluta dagli amici di Matisse, una scuola privata senza fini di lucro, nella quale il maestro educava i giovani artisti.
Nel 1913, due opere dell'artista, ovvero Nudo blu, ricordo di Biskra (1907) e Madras rouge (1907), furono esposte all'Armory Show di New York, la prima importante mostra di arte moderna negli Stati Uniti.

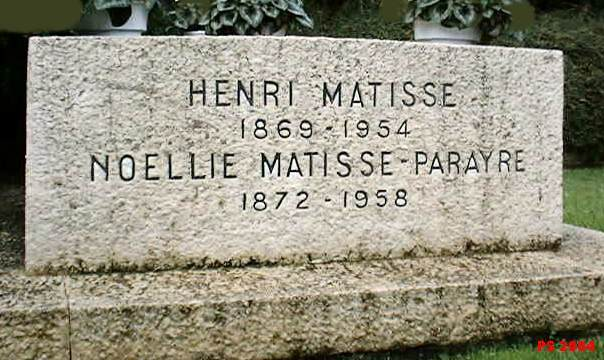
Tomba di Matisse a Nizza

### Dopo Parigi
Nel 1917 Matisse si trasferì a Cimiez, in Costa Azzurra, un sobborgo di Nizza. I lavori del decennio seguente questo trasferimento mostrano un rilassamento e un ammorbidimento del suo approccio. Questo ritorno all'ordine è tipico di buona parte dell'arte seguente la prima guerra mondiale, ed è paragonabile al neoclassicismo di Picasso o Stravinsky, e al ritorno al tradizionalismo di Derain. Le sue odalische orientaleggianti sono caratteristiche di questo periodo; per quanto popolari, alcuni critici contemporanei trovano questi lavori superficiali e decorativi.
Dopo il 1930 un nuovo vigore e una coraggiosa semplificazione appare nel suo lavoro. Il collezionista statunitense Albert C. Barnes lo convinse a produrre un ampio murale per la Barnes Foundation di Filadelfia, La danza II, completato nel 1932.
Matisse e sua moglie si separarono nel 1939. Nel 1941 al pittore fu diagnosticato un cancro all'intestino ed egli dovette sottoporsi a un delicato intervento chirurgico; sopravvisse ma da allora fu costretto a usare la sedia a rotelle. Con l'aiuto degli assistenti realizzò grandi collages, chiamati gouaches découpés.
Durante la seconda guerra mondiale la figlia Marguerite, attiva nella Resistenza francese, fu arrestata dalla Gestapo e torturata.
Nel 1947 il pittore pubblicò Jazz, un libro in edizione limitata, contenente stampe a colori di collage, accompagnati dai suoi pensieri. Negli anni quaranta lavorò anche come artista grafico e produsse illustrazioni in bianco e nero per diversi libri, tra cui l'Ulisse di James Joyce.

### Architettura e dipinti nella Cappella di Vence

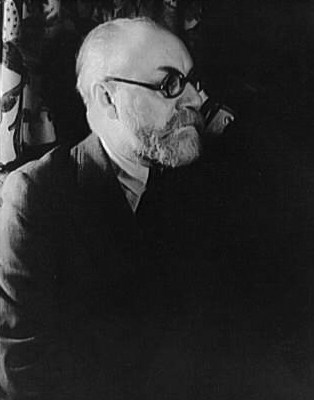
Matisse nel 1933 fotografato da Carl Van Vechten

Negli ultimi anni l'artista, che a causa delle condizioni di salute sempre più precarie era spesso ospite delle suore domenicane del monastero di Vence, accettò di progettare e realizzare per loro la Chapelle du Saint-Marie du Rosaire, che fu da lui abbellita con pitture subito diventate famose e molto visitate.
(Marie-Thérèse Pulvenis de Séligny, Avvenire del 17 settembre 2013)
Matisse morì per un attacco cardiaco nel 1954, all'età di 84 anni. È sepolto nel cimitero del monastero di Cimiez a Nizza.

## Tecnica
Matisse usava partire dalla raffigurazione della realtà, trasformandola poi in forme semplificate e appiattite attraverso l'accostamento di colori primari e secondari puri, accesi, luminosi, privi ormai di riferimento alla descrizione naturale. La sua attività pittorica si svolse per decenni, nel suo quieto ambiente familiare, lontano dai clamori della vita mondana. Svolse la sua ricerca portando il suo stile a un affinamento progressivo che toccò le soglie dell'astrattismo, al quale si avvicinò soprattutto con la tecnica del collage su carta, con figure semplificate, dalle campiture omogenee, che producevano effetti dinamici e un vivace contrasto con lo sfondo. La sua serie di Nudi Blu rappresenta il principale esempio della tecnica denominata "dipingere con le forbici"; erano composizioni figurative a collage, a uno o più colori, per i quali usava cartoncini leggeri, sia per lo sfondo sia per il disegno. Tracciava prima a matita l'intero disegno sul foglio e poi preparava le figure colorate da incollare. Semplificava le figure e le riavvicinava lasciando piccoli margini bianchi.
La luce del Sud gli aveva insegnato ad apprezzare la forza del colore e a usarla in funzione espressiva. I gialli venivano accostati al violetto, il rosso al verde, il blu all'arancione; la ricerca di Matisse riguardava l'accostamento tra i colori, il loro accordo o contrasto, non il colore in sé. Il colore era distribuito con veemenza sulla tela e con un'immediatezza tale da non coprirla totalmente. Ai colori primari accostava i colori complementari con l'evidente intento di rafforzarne il contrasto timbrico. Ne risultava un insieme molto vivace con un evidente gusto per la decoratività.
La forte valenza decorativa era accentuata dalla semplificazione delle forme e dalla bidimensionalità. Dopo un viaggio in Algeria nel 1906 Matisse trascorre due lunghi soggiorni in Marocco nel 1912 e 1913; l'interesse per l'arte islamica, con il suo rifiuto per la figurazione e le sue superfici ritmiche e ripetitive, contribuiva ad allontanarlo dalla tradizione occidentale, a cui solo lo legava certa estrema sintesi dei "primitivi" italiani.

## Opere (elenco parziale)
- Natura morta con libri e candela (1890), Musée Matisse, Nizza
- Danseuse au repos près du pot de fleurs (1942), collezione privata
- La tavola imbandita (1897), collezione privata
- Lusso, calma e voluttà (1904), Museo d'Orsay, Parigi
- Madame Matisse (1905), Statens Museum for Kunst, Copenaghen
- Donna con cappello (1905), Museum of Modern Art, San Francisco
- Finestra aperta, (1905), National Gallery of Art, Washington
- La gitana (1905), Centro Georges Pompidou, Parigi
- Gioia di vivere (1906), Barnes Foundation, Merion
- Nudo blu, ricordo di Biskra (1907), Baltimore Museum of Art, Baltimora
- La stanza rossa, (1908), Ermitage, San Pietroburgo
- Conversazione, (1908), Ermitage, San Pietroburgo
- La danza (1909), prima versione, Museum of Modern Art, New York
- La danza (1910), seconda versione, Ermitage, San Pietroburgo
- Joaquina (1910), Národní galerie, Praga
- Musica (1910), Museo dell'Ermitage, San Pietroburgo
- L'Atelier rosso (1911), The Museum of Modern Art, New York
- I pesci rossi, (1912), Museo Puškin, Mosca
- Nudo rosa (1935), Museum of Art, Baltimora
- Signora in blu (1937), Philadelphia Museum of Art, Filadelfia
- La camicetta rumena (1940), Centre Pompidou, Parigi
- Jazz (1947), libro d'artista
- La tristezza del re (1952), Centro Georges Pompidou, Parigi
- La nascita di Icaro (1952), collezione privata, timbro sul retro Pierre Berès editore
- Vaso di fiori (Anemoni), (1941), collezione privata,

## Retrospettive
Al museo Matisse di Nizza da maggio a ottobre 2025 è stata programmata una mostra dedicata a Matisse e il Mediterraneo nel quadro della Biennale des Arts et de l'Océan realizzata con la partecipazione eccezionale del Centro Georges Pompidou: Matisse Méditerranée(s). Aymeric Jeudy, direttore del museo Matisse a Nizza e commissario di questa esposizione, in un'intervista al quotidiano Nice-Matin, che dedica un ampio spazio all'avvenimento, spiega il titolo dicendo in sostanza che  esistono tanti Mediterranei quante sono le rappresentazioni del Mediterraneo e che il legame che unisce Matisse al Mediterraneo è presentato per la prima volta con questa esposizione, dove risulta chiara una fascinazione continua del pittore, a partire dalla sua prima visita in Corsica nel 1898, alla frequentazione ininterrotta di Nizza dal 1917 al 1954, ai numerosi viaggi in Algeria, Spagna, Italia, Marocco.

## Documentari
- documentario - Henri Matisse di François Campaux (1946)
- documentario - Matisse: I corpi di Elena Siondi (1958)
- documentario - Matisse ou Le talent de bonheur di Marcel Ophüls (1960)
- documentario - Matisse: Voyages di Nick Havinga (1988)
- documentario - An Essay on Matisse di Perry Wolff (1996)
- cortometraggio - Matisse & Picasso: A Gentle Rivalry di Ginny Martin e Rob Tranchin (2001)
- documentario - Matisse-Picasso di Philippe Kohly (2002)
- documentario - Resisting Paradise di Barbara Hammer (2003)

## Henri Matisse nei musei

### Musei in Italia
- Museo del Novecento di Milano
- Pinacoteca Giovanni e Marella Agnelli di Torino
- Museo Baroffio e del Santuario del Sacro Monte di Varese

### Musei all'estero
- Collezione d'Arte Religiosa Moderna dei Musei Vaticani, della Città del Vaticano
- Musée Matisse di Nizza
- Museo Nuovo Ermitage di San Pietroburgo